# Pavel Semjonovič Žukov
Pavel Semjonovič Žukov (rusky: Павел Семёнович Жуков; 1870 Uljanovsk – 9. února 1942 Petrohrad) byl ruský fotograf.

## Životopis
Žukov se naučil fotografické řemeslo v ateliéru Konstantina Šapira, kde pořizoval portréty. S podporou Petrohradské Akademie umění založil vlastní studio. Pořídil portréty mnoha umělců, včetně Antona Čechova nebo Čajkovského. Po říjnové revoluci v roce 1917 začal Žukov portrétovat politiky. Fotografoval Lenina, který sedícího na židli.
Ve 30. letech pracoval Pavel Žukov jako fotografický reportér. Během Leningradské blokády jeho dům zasáhla dělostřelecká palba. Žukov zemřel a mnoho jeho negativů bylo zničeno. Neznámo kde byl pohřben.

## Galerie

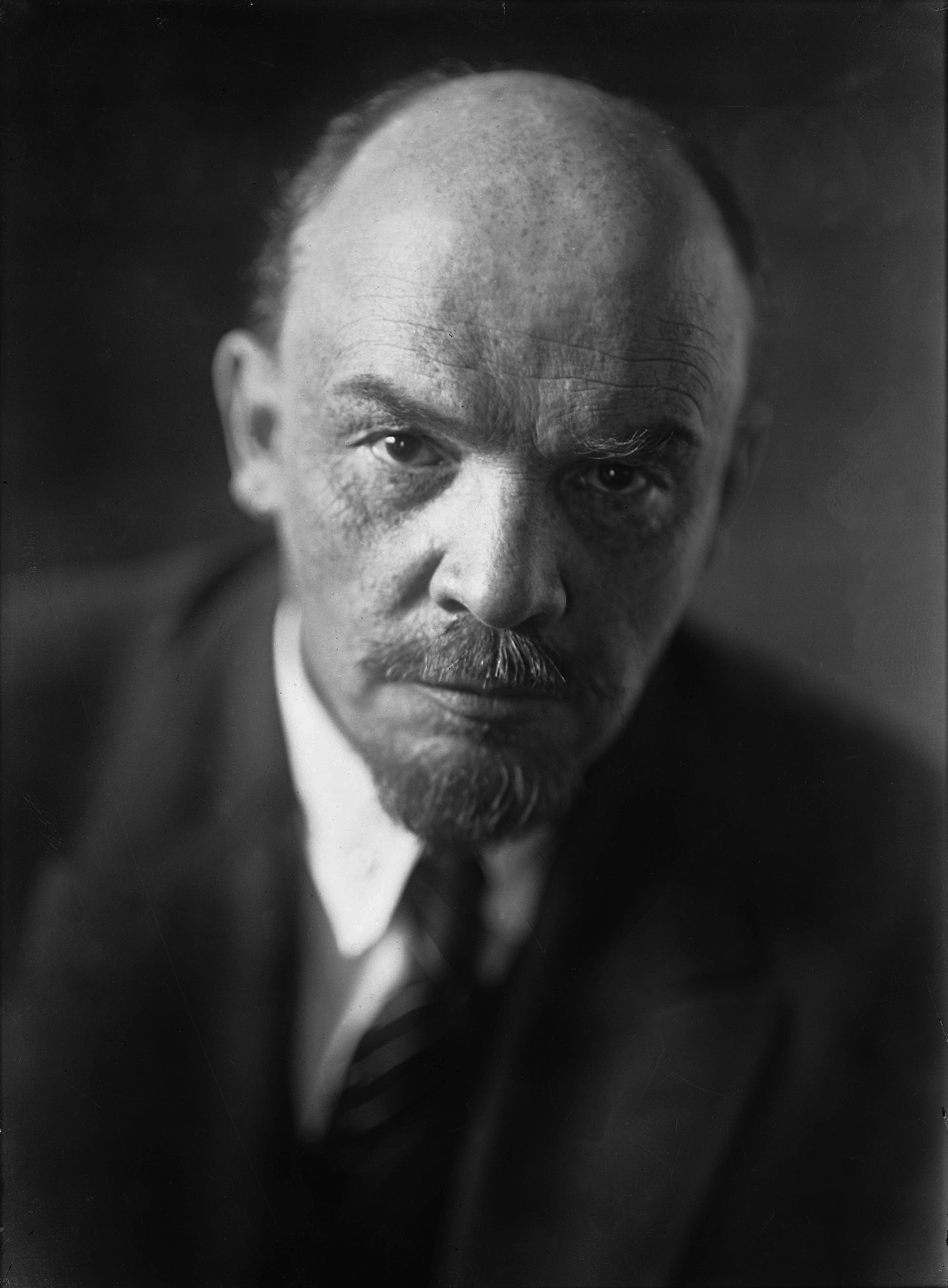
Vladimir Iljič Lenin, 1920
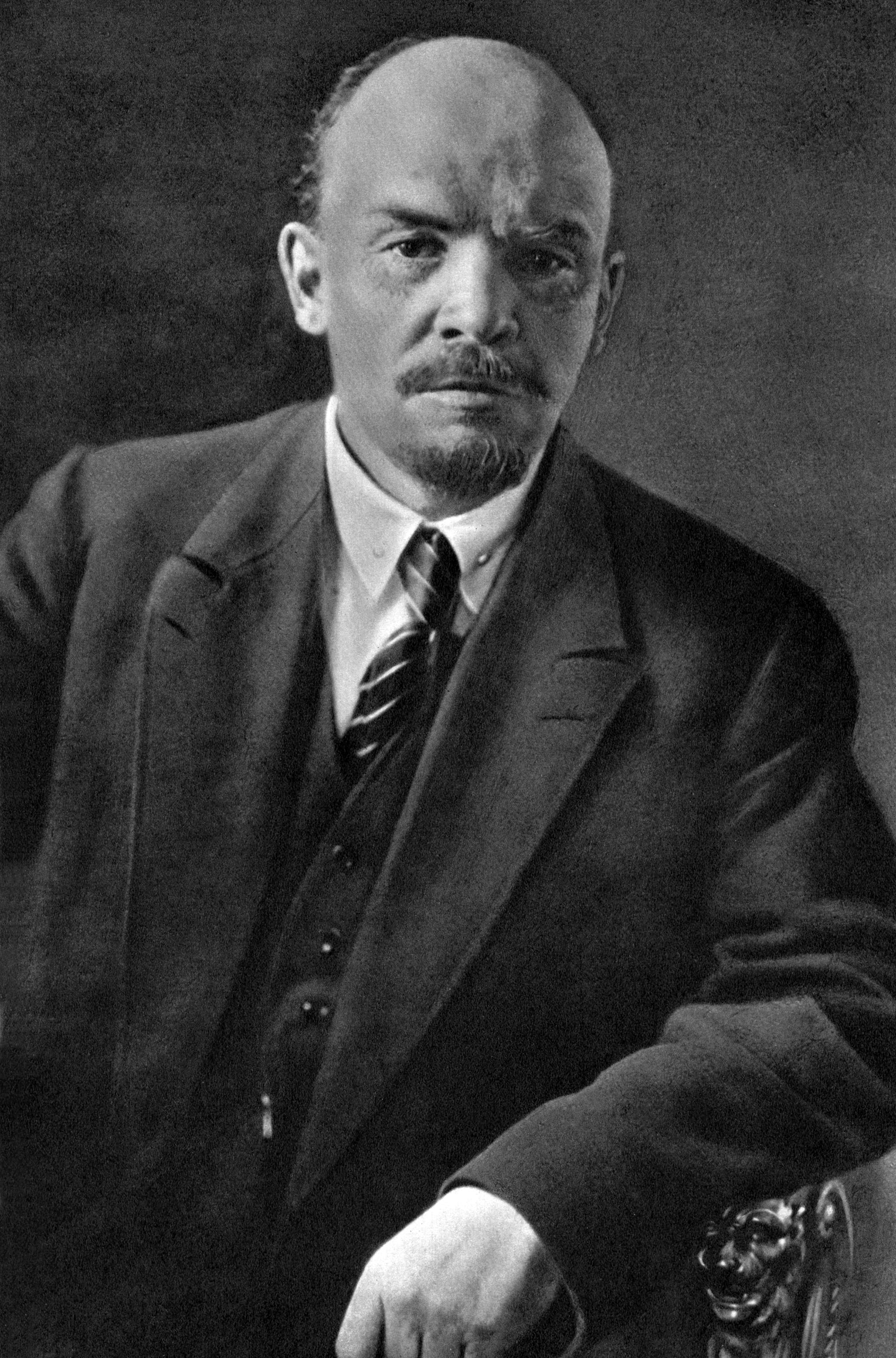
Lenin, 1920
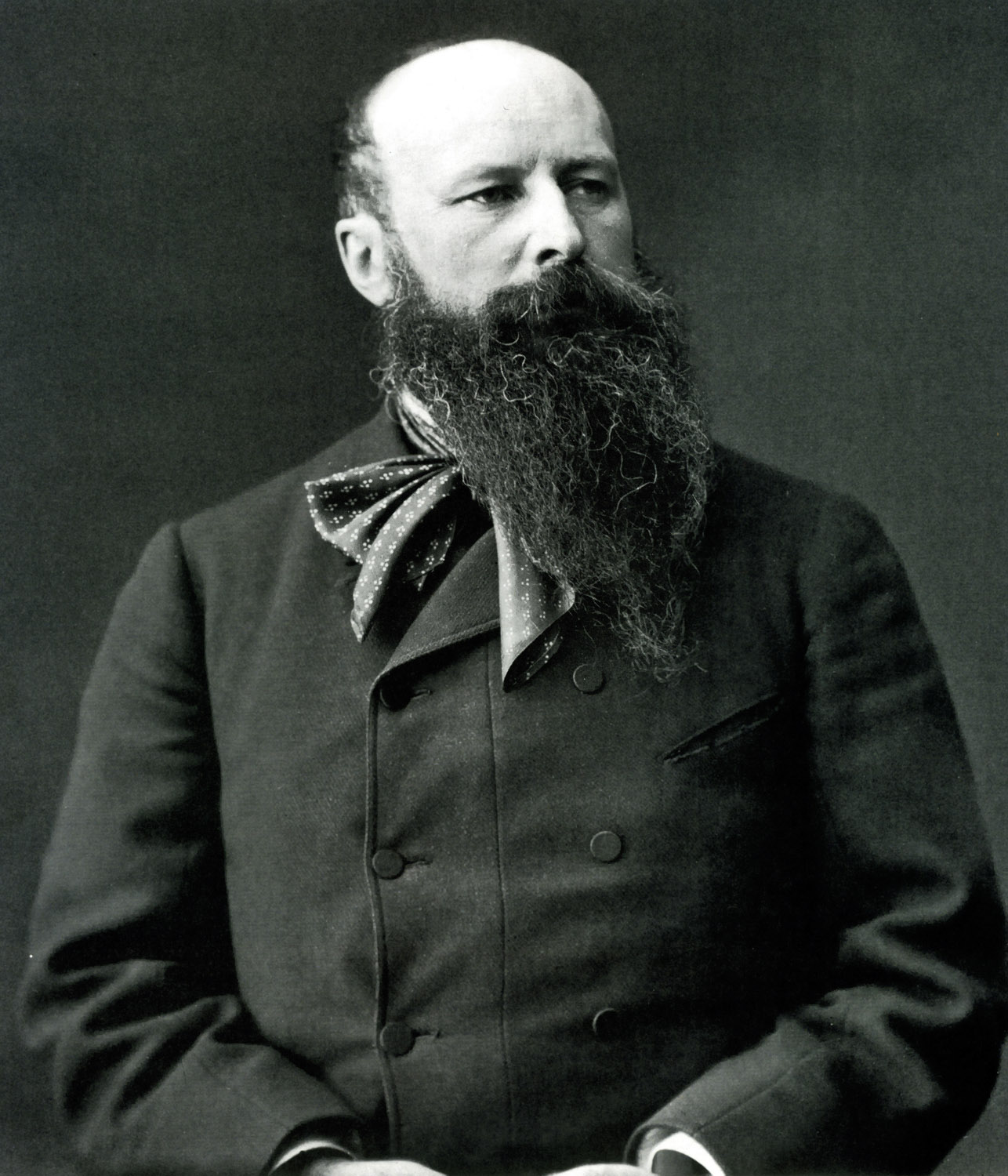
Malíř Vasilij Vasiljevič Věreščagin, 1890–1900
Poštovní známka SSSR, 1976
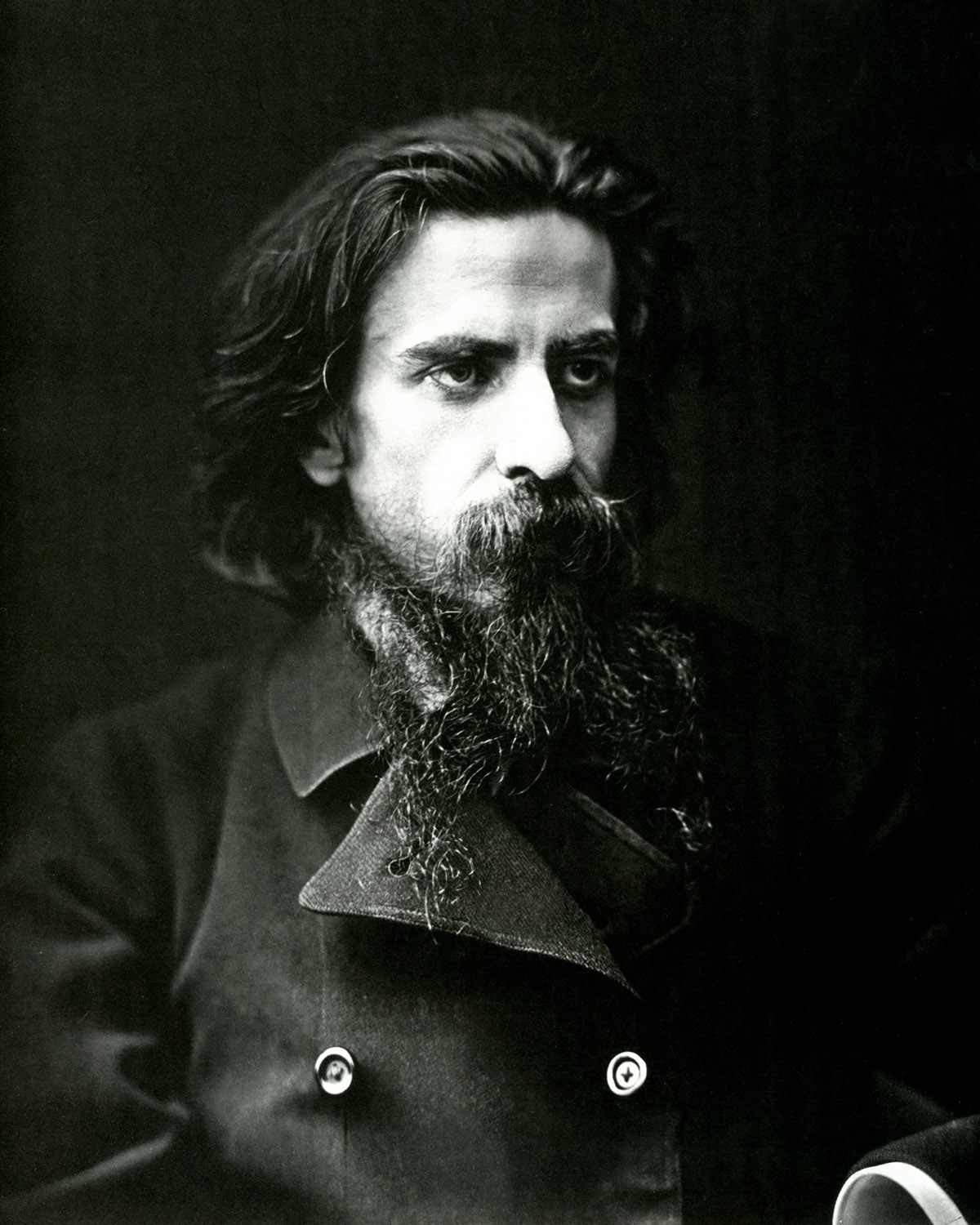
V. S. Solovjov, 1890–1900
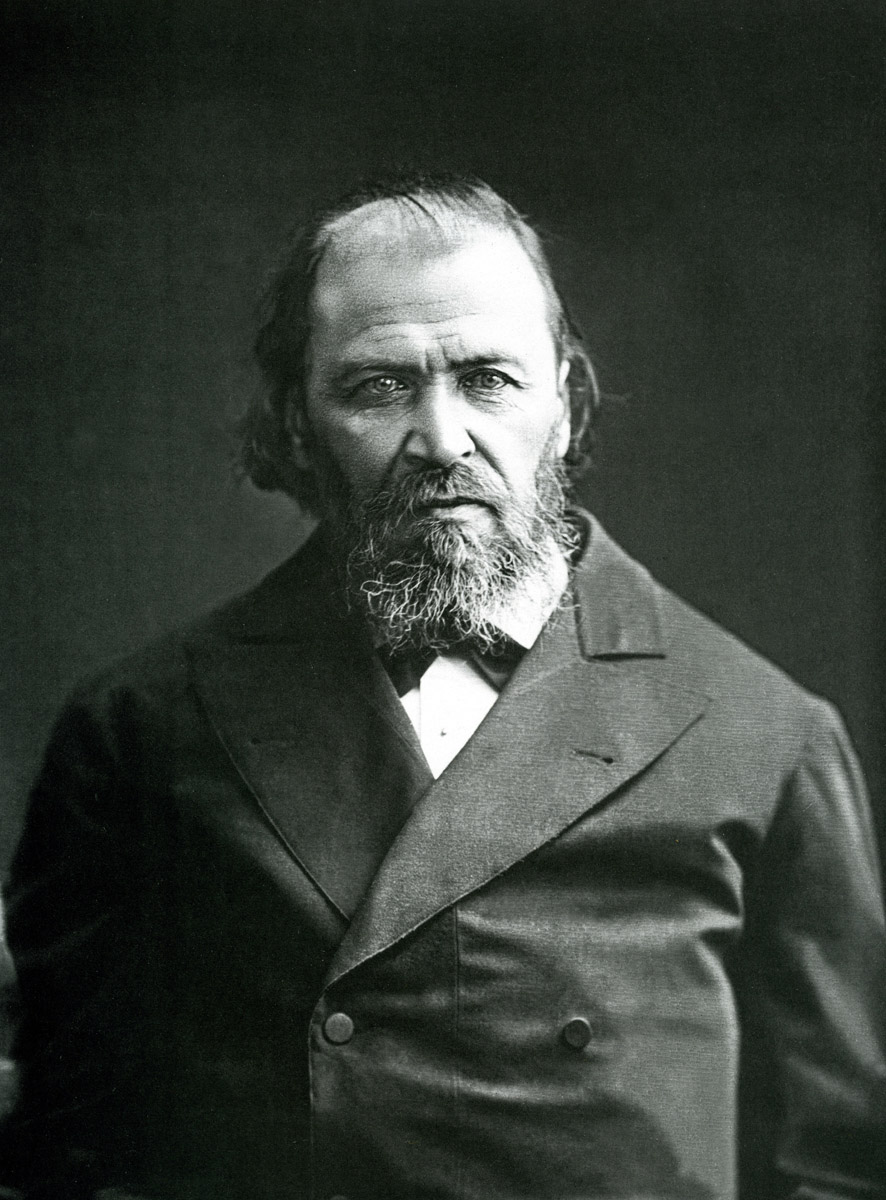
Jakov Polonskij
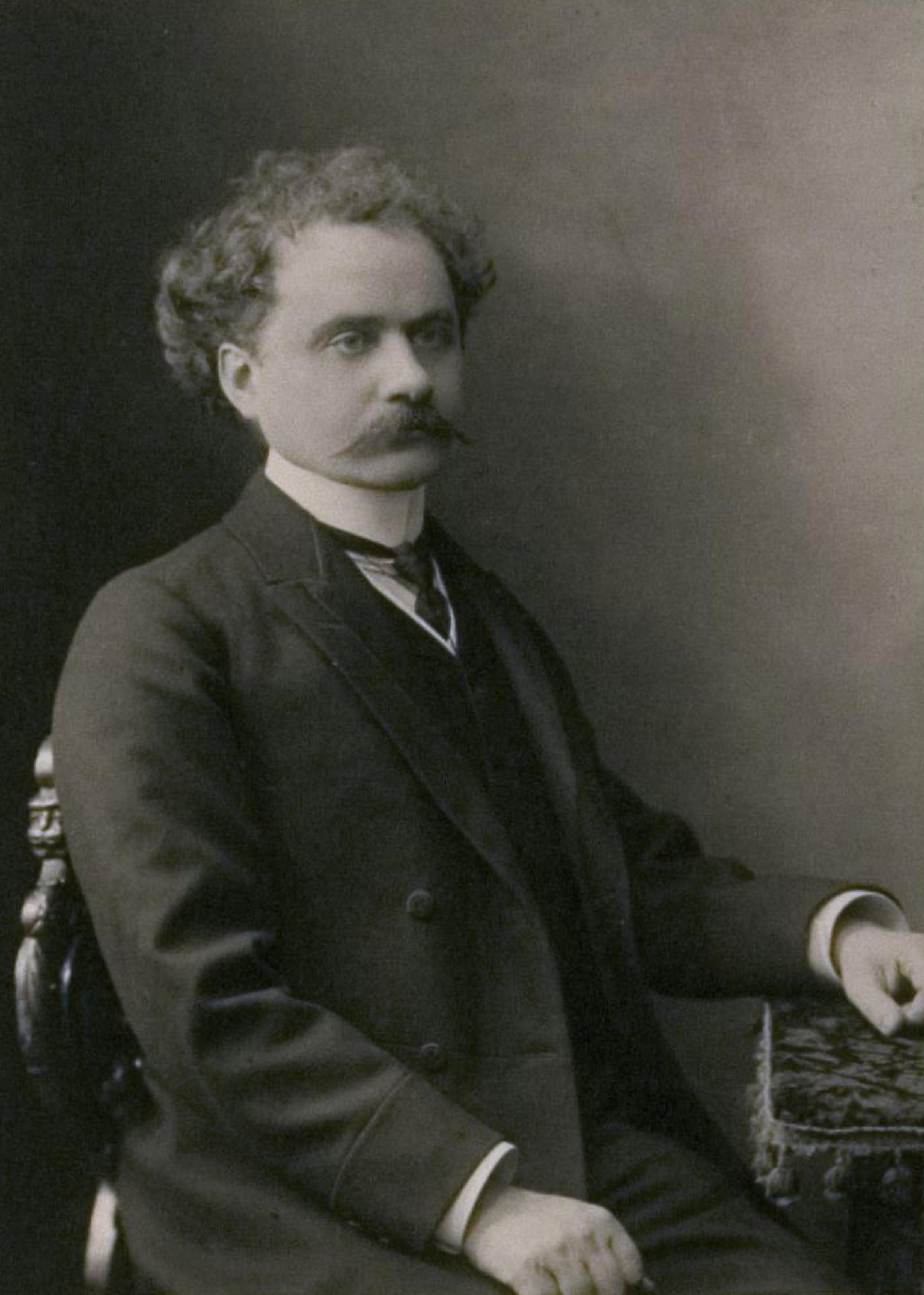
Dmitrij Ivanovič Abramovič